# 3925 Tretʹyakov
3925 Tretʹyakov este un asteroid din centura principală, descoperit pe 19 septembrie 1977 de Liudmila Juravliova.